# Little Gaddesden
Little Gaddesden – wieś w Anglii, w hrabstwie Hertfordshire, w dystrykcie Dacorum. Leży 33 km na zachód od miasta Hertford i 44 km na północny zachód od centrum Londynu.